# Homalopygus fidelis
Homalopygus fidelis är en skalbaggsart som beskrevs av August Reichensperger 1931. Homalopygus fidelis ingår i släktet Homalopygus och familjen stumpbaggar. Inga underarter finns listade i Catalogue of Life.